# Shillong
Shillong (hindi शिलांग, trb.: Śilang, trl.: Śilāṁg; ang. Shillong) – miasto w północno-wschodnich Indiach, stolica stanu Meghalaya, na płaskowyżu Shillong, u podnóża gór Khasi, na wysokości 1520 metrów. Około 260 tys. mieszkańców.
23 czerwca 1925 roku urodził się tu wynalazca bankomatu, John Shepherd-Barron.